# William H. F. Fiedler

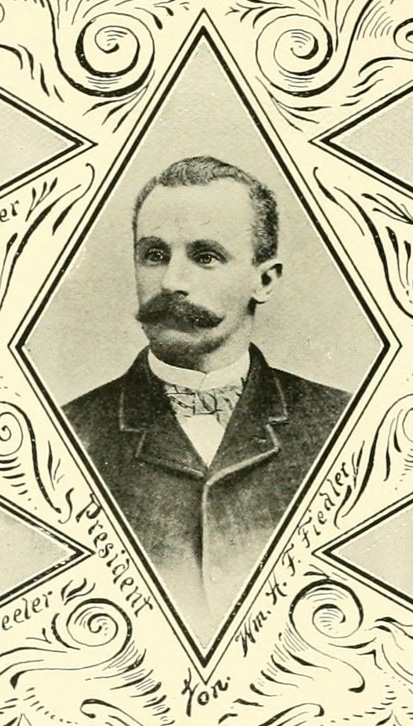
William H. F. Fiedler

William Henry Frederick Fiedler (* 25. August 1847 in New York City; † 1. Januar 1919 in Newark, New Jersey) war ein US-amerikanischer Politiker. Zwischen 1883 und 1885 vertrat er den Bundesstaat New Jersey im US-Repräsentantenhaus.

## Werdegang
Noch in seiner Kindheit kam William Fiedler mit seinen Eltern nach Newark, wo er die öffentlichen Schulen besuchte. Später arbeitete er als Hutmacher und in der Herrenbekleidungsindustrie. Ferner begann er als Mitglied der Demokratischen Partei eine politische Laufbahn. In den Jahren 1876 und 1878 saß er im Stadtrat von Newark; von 1880 bis 1882 war er Bürgermeister dieser Stadt. Zwischen 1878 und 1879 sowie im Jahr 1882 gehörte Fiedler der New Jersey General Assembly an.
Bei den Kongresswahlen des Jahres 1882 wurde er im sechsten Wahlbezirk von New Jersey in das US-Repräsentantenhaus in Washington, D.C. gewählt, wo er am 4. März 1883 die Nachfolge von Phineas Jones antrat. Da er im Jahr 1884 dem Republikaner Herman Lehlbach unterlag, konnte er bis zum 3. März 1885 nur eine Legislaturperiode im Kongress absolvieren. Zwischen 1886 und 1889 fungierte William Fiedler als Posthalter in Newark. Außerdem übte er bis 1905 seine früheren Tätigkeiten aus. Danach stieg er in das Immobiliengeschäft und das Bankgewerbe ein. Er starb am 1. Januar 1919 in Newark.